# Une traînée de poudre, les pistoleros arrivent
Pour plus de détails, voir Fiche technique et Distribution.
Une traînée de poudre, les pistoleros arrivent (Una nuvola di polvere... un grido di morte... arriva Sartana) est un western spaghetti hispano-italien réalisé par Giuliano Carnimeo et sorti en 1970.

## Synopsis
Grande Full est un aventurier sans scrupules, emprisonné pour le meurtre présumé de son partenaire Johnson. Le tireur d'élite Sartana est engagé pour le libérer, car 500 000 dollars en or attendent d'être récupérés dans leur cachette connue seulement de Grande Full. Comme cette somme attire beaucoup de monde, Sartana doit faire face à de nombreuses attaques, tentatives de meurtre et autres difficultés. Sa seule aide est Belle, la veuve de la personne tuée. Après avoir éliminé tous ses adversaires, Sartana découvre que Johnson a en fait été assassiné par Grande Full, qui avait noué des liens de complicité avec Belle. Sartana parvient à découvrir l'or et à punir tous les coupables.

## Fiche technique
- Titre français : Une traînée de poudre, les pistoleros arrivent[1]
- Titre original italien : Una nuvola di polvere... un grido di morte... arriva Sartana[2],[3],[4]
- Titre espagnol : ¡¡Llega Sartana!![5]
- Réalisation : Giuliano Carnimeo
- Scénario : Eduardo Manzanos Brochero, Ernesto Gastaldi, Tito Carpi (it)
- Photographie : Julio Ortas
- Montage : Ornella Micheli (it)
- Musique : Bruno Nicolai
- Décors : Jaime Pérez Cubero, José Louis Galicia
- Production : Luciano Martino
- Société de production : Devon Film, Copercines
- Pays d'origine :  Italie -  Espagne
- Langue originale : italien
- Format : couleur par Eastmancolor - 2,35:1 - 35 mm - Son mono
- Genre : western spaghetti
- Durée : 95 minutes
- Dates de sortie : 
  - Italie : 24 décembre 1970
  - Espagne : 30 juillet 1971
  - France : 12 avril 1972

## Distribution
- Gianni Garko : Sartana
- Nieves Navarro (sous le nom de « Susan Scott ») : Belle
- Massimo Serato Manassas Jim
- Piero Lulli : Grande Full
- José Jaspe : Moine
- Bruno Corazzari : le Polonais
- Renato Baldini (sous le nom de « Clay Slegger ») : Personne
- Frank Braña : Sam Puttman
- Franco Pesce (en) : Plonplon
- Salvatore Borgese : Tueur
- Giuseppe Castellano : gardien de prison
- Lino Coletta : Sancho
- Luis Induni : Shérif de Sandy Creek
- Francisco Sanz : juge de Sandy Creek
- Gennarino Pappagalli : Johnson
- Raffaele di Mario : gardien
- Fernando Bilbao : homme de main de Monk
- Beatrice Pellegrino
- Brizio Montinaro : tueur du bain turc
- Gianni Pulone